# Rangdum

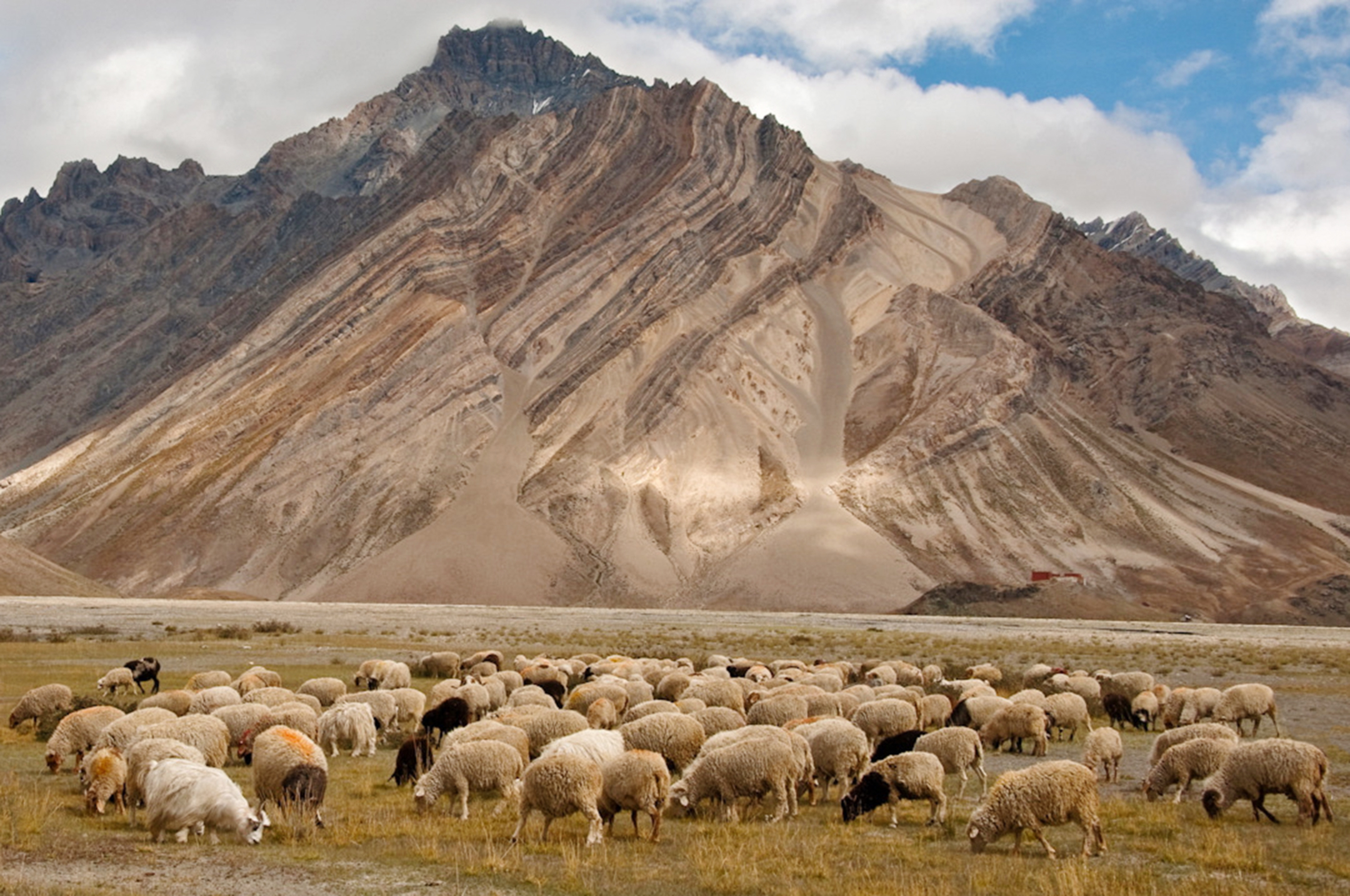
Schafherde in Rangdum,
im Hintergrund das Kloster Rangdum Gompa

Die Hochebene Rangdum liegt im indischen Unionsterritorium Ladakh am Zusammenfluss von Rangdum Tsangpo, Peller Brokhpa und den Gewässern vom  Pensi La, ein Pass der ins Zanskar führt.
Beherrscht wird die weite Schwemmfläche in 3600 m Höhe vom Kloster Rangdum Gompa, das inmitten der Ebene auf einem Solitärfelsen thront. Am westlichen Rand der Ebene, am Beginn des Suru-Tales, liegt das Dorf Yüldo (auch Yulidok oder Zulidak), sechs Kilometer weiter die Mühle Shama Kurpo.
Die weite Grasfläche wird als Weide für Yaks, Schafe, Ziegen und Pferde benutzt. Auf einzelnen kleinen Feldern wird Gerste angebaut, die jedoch in den kurzen Sommern der Hochlage oft nicht ausreift.